# エグザモン
エグザモン(examon)は
バンダイのモンスター育成玩具「デジタルモンスター」シリーズに登場する架空の生命体・デジタルモンスターの一種。デジタルモンスターカードゲームαに登場した究極体であり、ロイヤルナイツに所属するデジモンとして登場した。名前の由来のexaとは単位の一つである。

## 概要
デジタルモンスターカードゲームαで初登場。スレイヤードラモンとブレイクドラモンとのジョグレス進化体といわれているが、カードによっては、ウイングドラモンとグラウンドラモンの究極体と表記されているものも存在し、今は情報量が少なく曖昧である。なお、スレイヤードラモン、ブレイクドラモン共に進化元はドラコモンである。
- ドラコモン→コアドラモン(青)→ウイングドラモン→スレイヤードラモン
- ドラコモン→コアドラモン(緑)→グラウンドラモン→ブレイクドラモン

## 種族としてのエグザモン
ロイヤルナイツに所属しているが、同時にすべての竜型デジモンの頂点に立つ存在でもあり、そのことから「竜帝（りゅうてい）」の異名を持つが、四大竜との関係は不明である。構成するデータ質量が極めて膨大だったため、従来のデジタル機器ではその姿を描画することができず、最新のデジタルシステムによってようやくその存在が明らかになったとされている。全てクロンデジゾイドで構成された四枚の巨大な翼「カレドヴールフ」は独自の意思を持っており、時には飛翔のための翼に、時にはエグザモンの身を守る楯となる。そして手に持った巨大ランス「アンブロジウス」にはさまざまな効果を持つウイルスの仕込まれた特殊弾が装填され、中距離や遠距離からの攻撃だけでなく、これを敵に突き立ててゼロ距離からウイルス弾を撃ちこむなど多彩な攻撃パターンを確立することが出来る。
X抗体を取り込んだ形態では翼は小さくなったが。聖騎士型のデータが引き出されたことで鎧や兜といった装備を纏った騎士らしい姿へと変化した。その身体からは竜型と聖騎士型のパワーが溢れてドラゴニックプラズマと呼ばれるエネルギーを生み出している。このドラゴニックプラズマによって発生した稲妻から12本の「雷剣ブレイラガハ」が出現し、それらが敵に向かって攻撃する他、得物のアンブロジウスは「究極戦竜槍（きゅうきょくせんりゅうそう）アンブロジウス」というエネルギーを纏った両刃状のものとなり、このアンブロジウス自体の意思により敵の強さに合わせてエネルギーの解放量が変化する。

### 基本データ
- 世代/究極体
- タイプ/聖騎士型
- 属性/データ
- 必殺技/アヴァロンズゲート、ペンドラゴンズグローリー、ドラゴニックインパクト、ペンドラゴンスパークル（X抗体時）
- 装備/カレドヴールフ、アンブロジウス、雷剣ブレイラガハ（X抗体時）
- 所属/ロイヤルナイツ

必殺技
アヴァロンズゲート
アンブロジウスを敵に突き刺し、すべての特殊弾を炸裂させ内部から敵を破壊・消滅させる。
ペンドラゴンズグローリー
大気圏外まで急上昇し、アンブロジウスから高出力のレーザー射撃を行う。
ドラゴニックインパクト
大気圏外から急降下し、大気との摩擦熱を帯びた状態で体当たりする技。衝撃波を伴うため広範囲の敵を掃討することも可能である。
ペンドラゴンスパークル
X抗体で習得。全解放した究極戦竜槍アンブロジウスで敵を突き、ドラゴニックプラスマから大雷撃を落とす必殺技で、どんな敵も耐えることはできない。

### 関連種・亜種・その他
- チンロンモン
- ホーリードラモン
- ゴッドドラモン
- メギドラモン
- スレイヤードラモン
- ブレイクドラモン

## 登場人物としてのエグザモン

### デジモンクロスウォーズ
デジメモリに封印された伝説のデジモンとして登場。声優は神奈延年（日本語版）。

### デジモンストーリー サイバースルゥース
声優は半田裕典だが、本編では咆哮以外の台詞が無い。とてつもない巨体を誇るが、現在はイーターに侵食されてしまっており暴走状態にある。圧倒的な戦闘能力を有するが活動させるには膨大なエネルギーを必要としているが、ロードナイトモンはイーターと同化していることを利用してエネルギー供給と制御を同時に行っている。